# Dienis Niekrasow
Dienis Siergiejewicz Niekrasow (ros. Денис Сергеевич Некрасов, ur. 19 lutego 1997 w Wierchniej Pyszmie) – rosyjski kolarz szosowy i torowy.

## Osiągnięcia

### Kolarstwo szosowe
Opracowano na podstawie:
2015
- 2. miejsce w mistrzostwach Rosji juniorów (start wspólny)

### Kolarstwo torowe
Opracowano na podstawie:
2015
- 3. miejsce w mistrzostwach Europy juniorów (wyścig punktowy)
- 3. miejsce w mistrzostwach świata juniorów (scratch)

## Rankingi

### Kolarstwo szosowe
| Rok             | 2018  | 2019  | 2020  | 2021 | 2022  |
| --------------- | ----- | ----- | ----- | ---- | ----- |
| World Ranking   | 2921. | 3257. | 1156. | 728. | 1749. |
| UCI Europe Tour | 1904. | 1984. | 894.  | 573. | 1146. |
|                 |       |       |       |      |       |
| Źródło: UCI     |       |       |       |      |       |